# Geelpluimpitpit
De geelpluimpitpit (Dacnis egregia) is een zangvogel uit de familie Thraupidae (tangaren).

## Verspreiding en leefgebied
Deze soort telt 2 ondersoorten:
- D. e. egregia: het noordelijke deel van Centraal-Colombia.
- D. e. aequatorialis: westelijk Ecuador.